# Escalier Romieu
L'escalier Romieu, appelé aussi Escalier Rinesi ou Scalinata Rinesi est un escalier monumental situé à Bastia. Il relie les deux quartiers historiques de la Citadelle (Terra Nova) et du Vieux-Port (Terra Vechja).
L'escalier Romieu a été conçu par l'architecte bastiais Paul-Augustin Viale, au XIXe siècle.

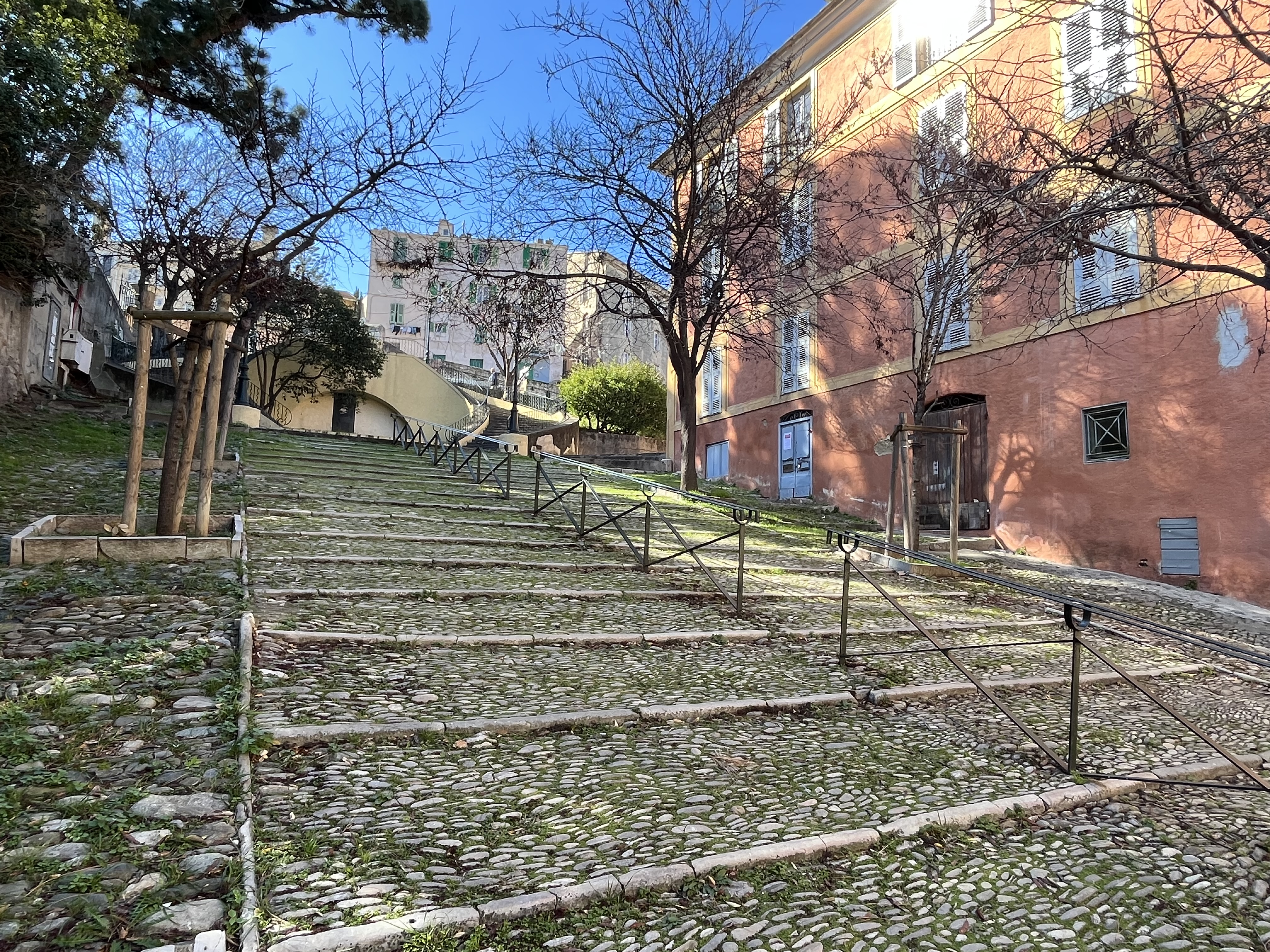
Ricciata San Carlu Vechju, Rampe Saint-Charles ou Descente de la Gabella

Avec la rampe Saint-Charles et le jardin Romieu qui le jouxte, l'escalier a été inscrit aux monuments historiques en 2017.

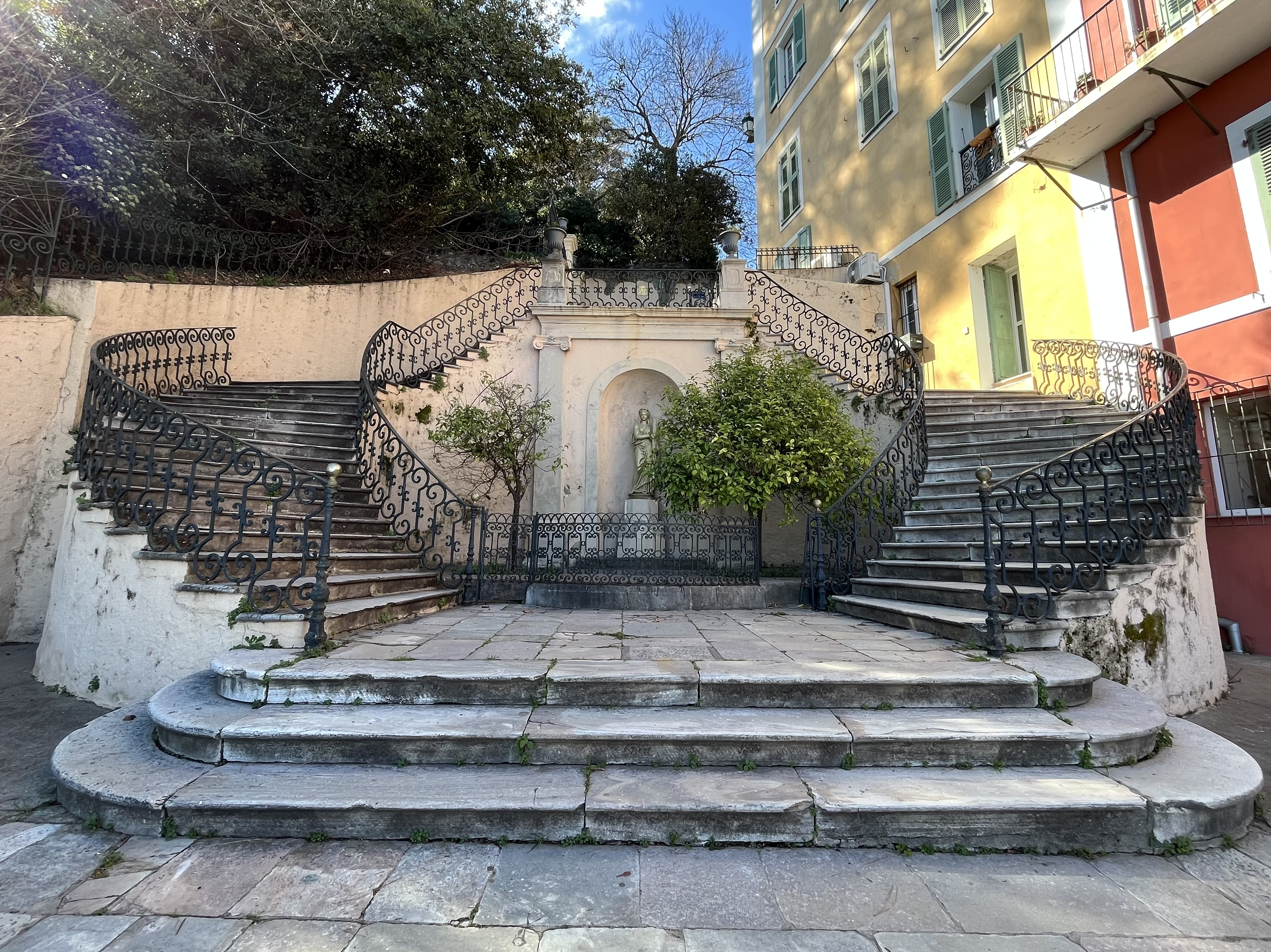
L'escalier Romieu

## Origine du nom
L'escalier s'est d'abord appelé "Escalier Rinesi", du nom de la famille Rinesi, riche famille commerçante de Bastia, qui avait fait construire leur maison familiale, le Palazzu Rinesi, sur le quai sud du Vieux-Port.

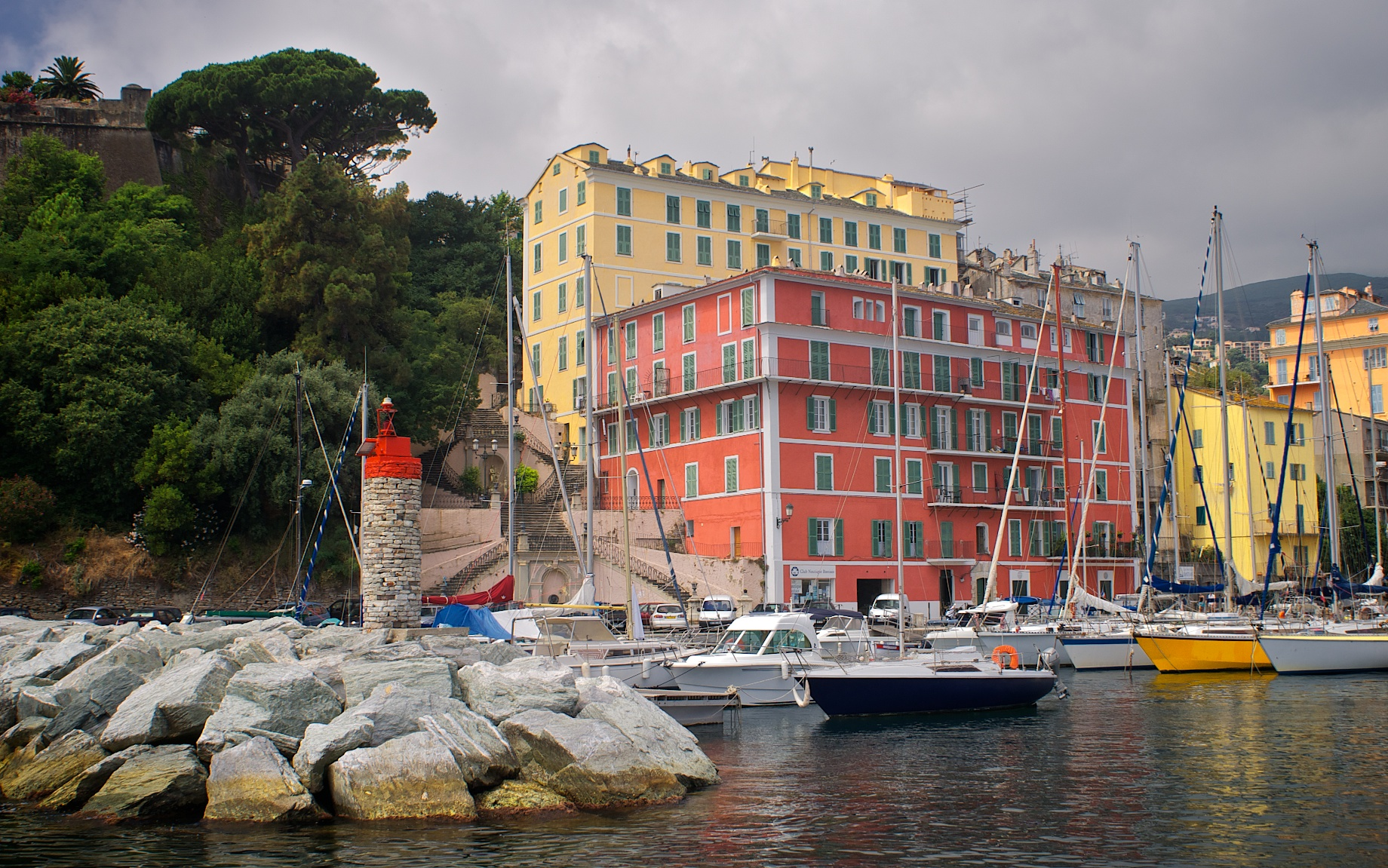
Le jardin et l'escalier Rinesi-Romieu et le Palazzu Rinesi

Une fille Rinesi épousa M. Romieu, un maître coutelier originaire de Langres, qui fit les rampes de l'escalier.
Peu à peu le nom de Rinesi s'est effacé au profit de Romieu, nom que l'on donne au jardin, à l'escalier et à la maison Rinesi.
En 2008, la municipalité de Bastia sous la mandature d'Emile Zuccarelli a impulsé un travail sur les noms de ses lieux, rues et places afin d'y apposer des plaques bilingues, dont les premières ont été mises en 2014. Dès lors, l'escalier a retrouvé son nom d'origine pour s'appeler officiellement "Escalier Romieu, Scalinata Rinesi".

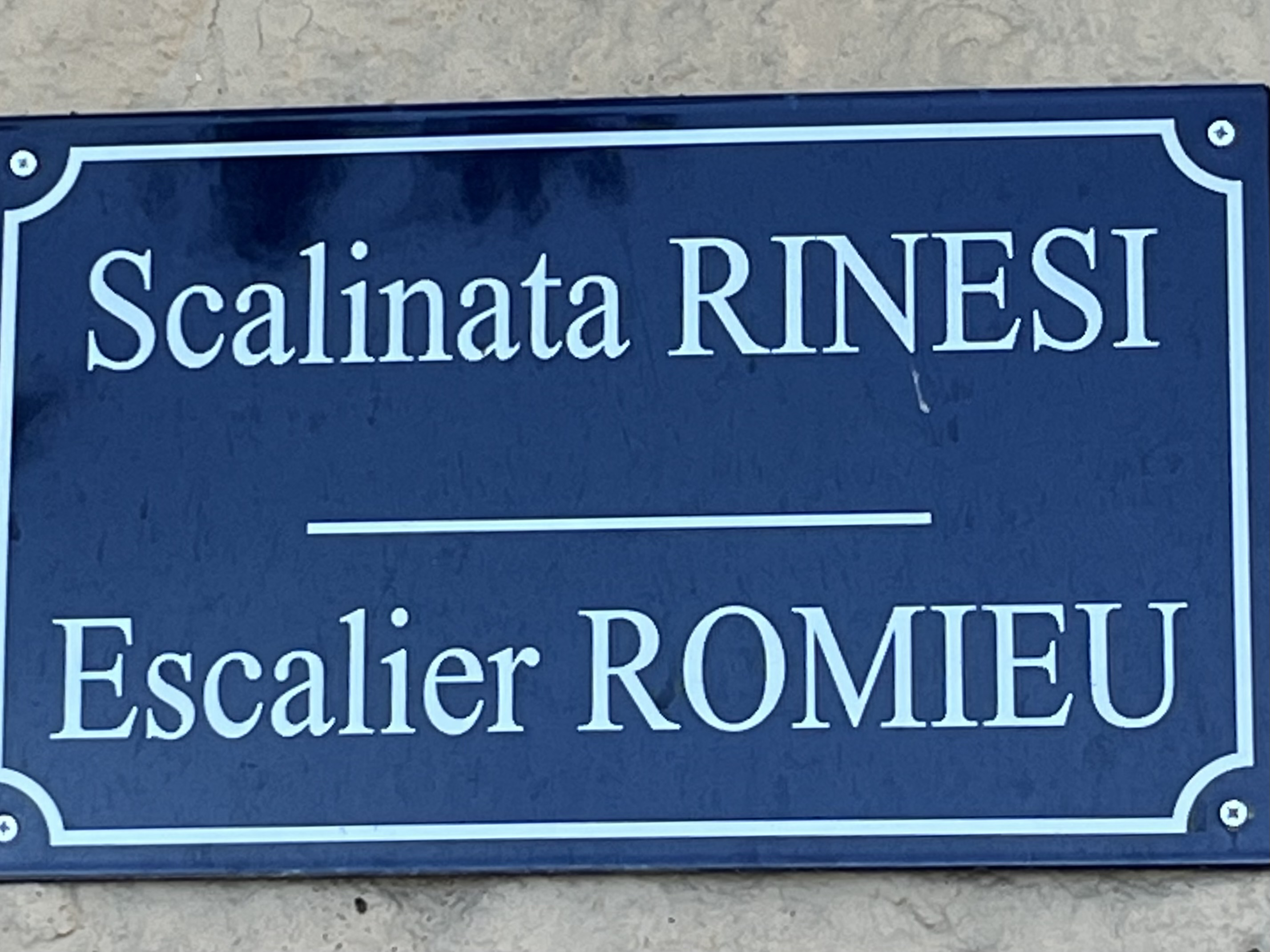
La plaque

## Historique

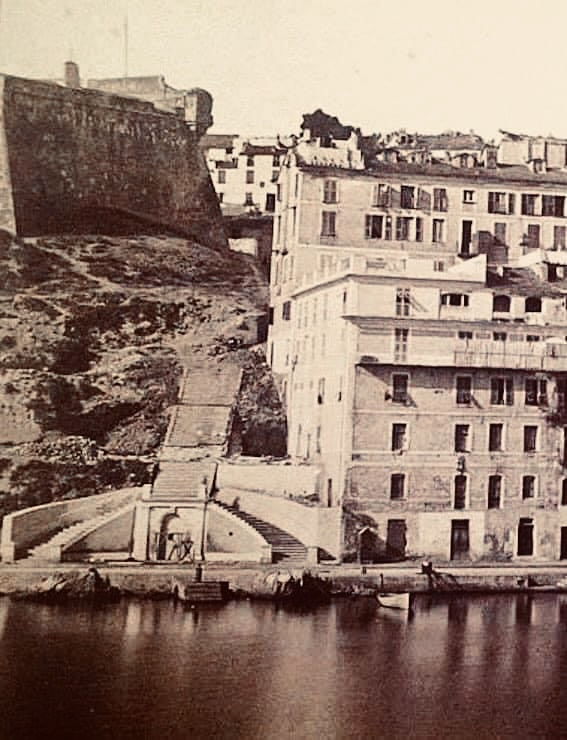
La construction de l'escalier Rinesi-Romieu

L'escalier est conçu entre les années 1871 et 1873 par l'architecte Paul-Augustin Viale. Il comprend une fontaine, une niche avec une statue, des vases avec piédestaux.
Le conseil municipal de l'époque vote  "que l'escalier Rinesi qui se trouve sur le port et qui s'offre aux premiers regards des étrangers venant du continent doit être fait le plus somptueusement possible".
En 1874 et 1875 est aménagé le jardin qui le jouxte, qui prendra le nom de Jardin Romieu.

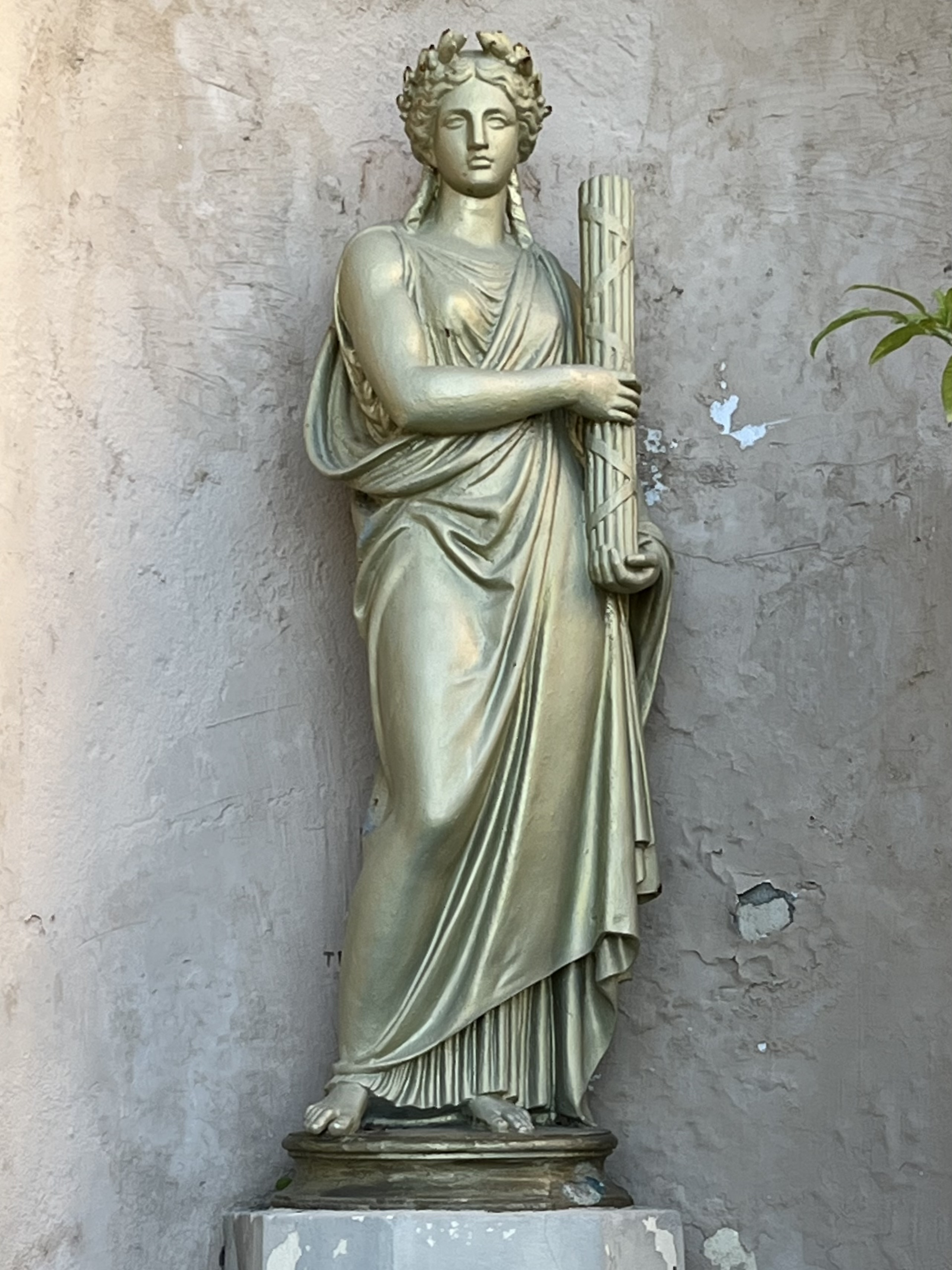
La statue de l'escalier Romieu

## Galerie de photographies

L'escalier Rinesi-Romieu.
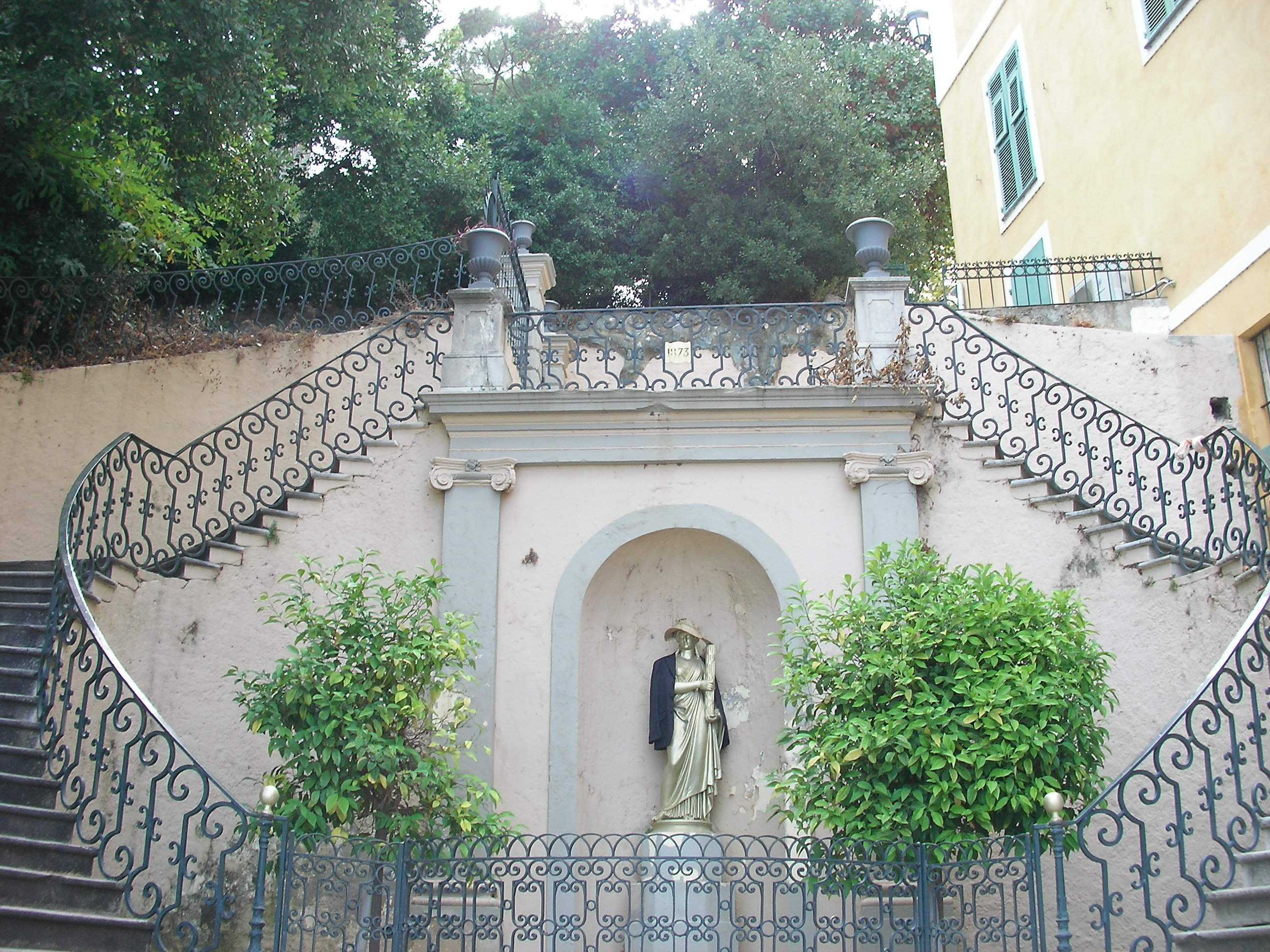
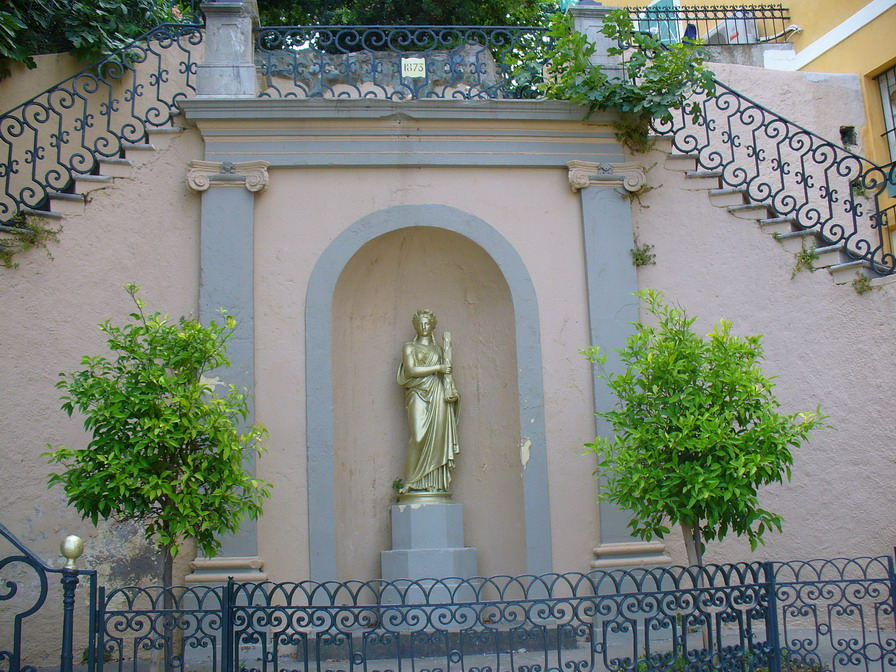
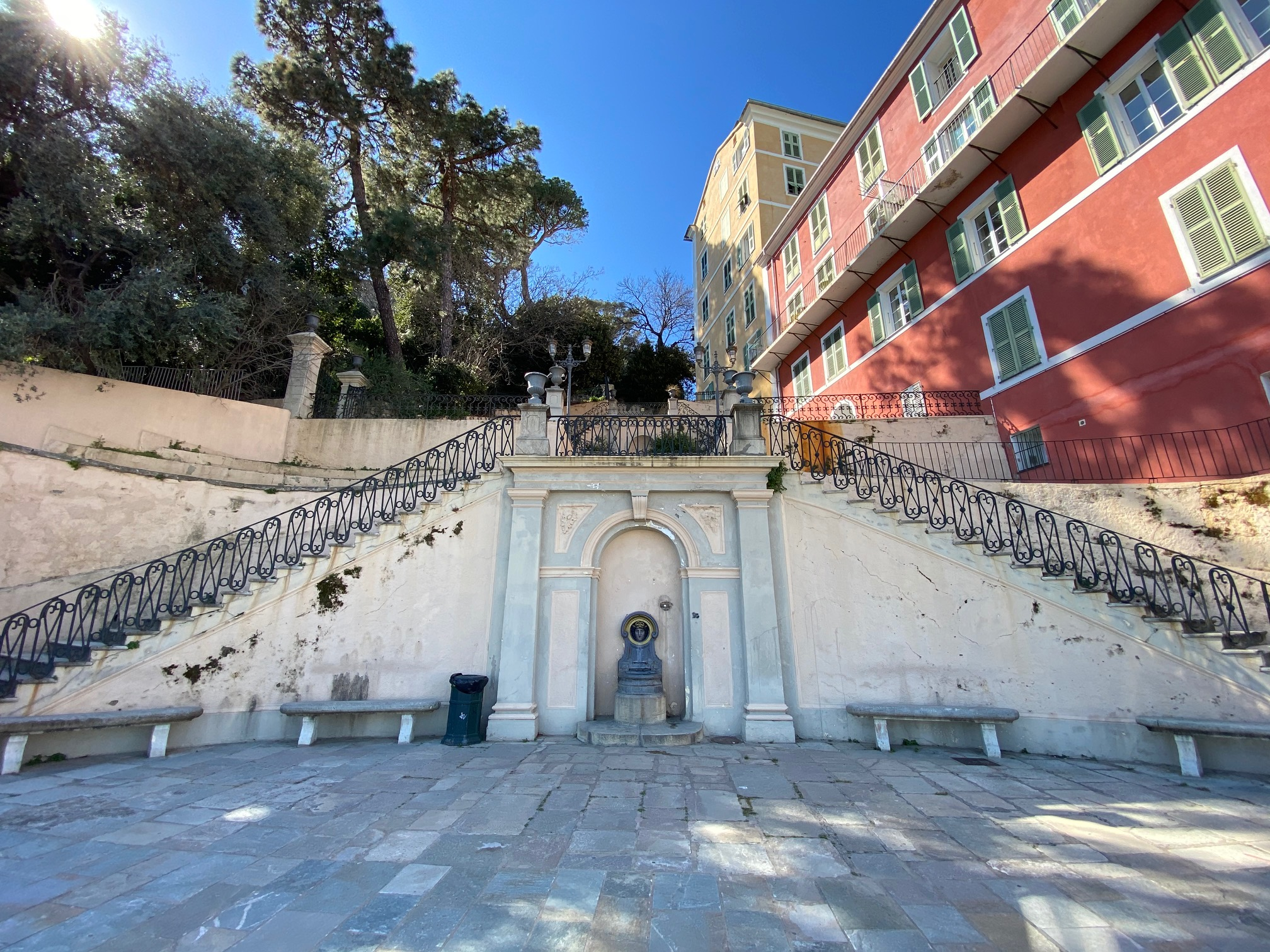
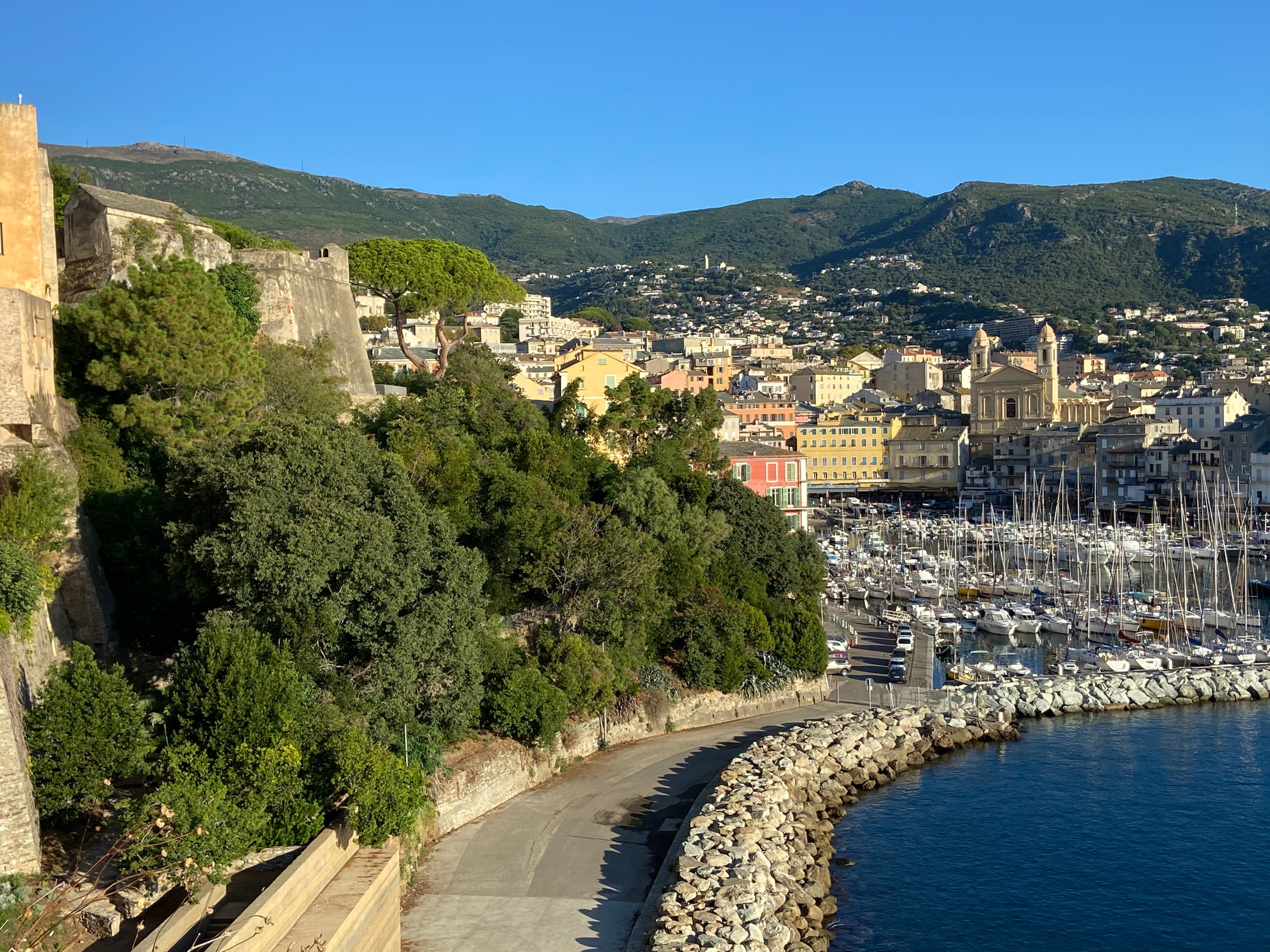